# Guandimiao
Guandimiao (kinesiska: 关帝庙) är en köping i östra Kina. Den ligger i Dangshan härad i staden Suzhou i provinsen Anhui, omkring 290 kilometer norr om provinshuvudstaden Hefei. Antalet invånare är 70755. Befolkningen består av 34 990 kvinnor och 35 765 män. Barn under 15 år utgör 21,0 %, vuxna 15-64 år 67 %, och äldre över 65 år 11,0 %.